# Supharada Kisskalt
Supharada Anya Kisskalt, född 27 februari 2002, är en tysk taekwondoutövare. 

## Karriär
I juni 2023 vid europeiska spelen i Kraków-Małopolska tog Kisskalt brons i 49 kg-klassen. I maj 2024 vid EM i Belgrad tog hon ännu ett brons i 49 kg-klassen.
Vid sommaruniversiaden 2025 i Essen tog Kisskalt silver i 49 kg-klassen efter en finalförlust mot kinesiska Ma Jingyue samt brons i mixedlag.